# Estante Virtual
A Estante Virtual é um portal brasileiro de comércio eletrônico que reúne o maior acervo de sebos (em Portugal, alfarrabista) e livreiros do Brasil. O site oferece aos leitores acesso a mais de 19,3 milhões de livros novos, seminovos e usados (números de agosto de 2019), além de raros e esgotados a preços em média mais baratos que as livrarias convencionais – o portal afirma ter economia média de 52% de desconto em relação às livrarias. A Estante possui cerca de 5 milhões de leitores cadastrados e vende 10 mil livros por dia (1 livro comprado a cada 5 segundos). Em sua página inicial em agosto de 2019, o portal afirmava possuir mais de 2,6 mil vendedores e registrava ter vendido 23,8 milhões de livros desde o início de suas operações.
A Estante Virtual foi criada pelo administrador carioca André Garcia em 20 de outubro de 2005 e adquirida pela Livraria Cultura em 26 de dezembro de 2017. Em março de 2019, o site estava entre os 300 sites mais acessados no Brasil, de acordo com o Alexa. Em 2020, foi comprado pelo Magazine Luiza. O negócio custou R$31,1 milhões. O Magazine Luiza comprou a empresa em um leilão feito em São Paulo, como parte do plano de recuperação judicial da Cultura.

## Funcionamento
A Estante é um marketplace de nicho (livros e correlatos). Os leitores buscam livros por autoria, título, editora ou descrição entre todas as ofertas de acervos dos vendedores cadastrados no portal. Os resultados contém informações adicionais sobre cada exemplar, como ano de edição, gênero literário, estado de conservação, preço, e dados do vendedor, como formas de pagamento e índices de qualificação. O portal oferece diversas opções de refinar buscas entre critérios, e também filtros, organizando os resultados, como Preço, Cidade, Vendedor, Frete, Ano e Categoria.
Um pedido pode conter vários livros de vários vendedores diferentes, cada um com prazo e preços diferentes para aquisição e envio. As formas de pagamento incluem o cartão de crédito, boleto bancário e Apple Pay. A entrega é feita pelos Correios.

## Segurança
A Estante opera com certificações de segurança da Certisign e Norton Secured, além de ter seu compromisso particular intitulado "Site Protegido", focado na proteção e privacidade dos dados particulares do usuários. A Estante Virtual é membro da Associação Brasileira de Comércio Eletrônico (ABCOMM).
O Estante Virtual acompanha os acervos, o atendimento e as estatísticas de todos os livreiros do portal usando critérios de performance comercial e termos de vendas.
Ao contrário de alguns modelos de marketplace, a Estante Virtual se responsabiliza pelas vendas realizadas no portal, garantindo a entrega ou o ressarcimento do pagamento.
Em avaliações do serviço e-Bit, principal pesquisador de avaliações dos consumidores brasileiros, a Estante Virtual possui o selo "Diamante", o mais alto da categoria.

## Críticas e mercado
Em 2012, sebos e livreiros fizeram algumas críticas ao site devido à falta de transparência e unilateralidade de suas decisões.[carece de fontes?]
Em 2016, André Garcia, fundador da Estante virtual comentou ao portal Draft sobre os erros e acertos da Estante Virtual.
Em 2017, com a crise econômica no país e a mudança nos hábitos de consumo, portais de compra e venda de usados passam a ganhar mais destaque na mídia. É o caso de portais como OLX, Mercado Livre e de nicho como Estante Virtual.
Ao final de 2017, é anunciada a aquisição da Estante Virtual pela Livraria Cultura, que pouco antes havia absorvido as operações brasileiras da francesa Fnac. Mas, afundada em dívidas, a Cultura vende-a no começo de 2020 para a Magazine Luiza.

## Presença física
Apesar de ser um e-commerce e vender livros exclusivamente online, a Estante Virtual marca presença física em alguns eventos, entre eles a Bienal do Livro.